# 特羅科維齊
50°22′52″N 28°42′55″E / 50.38111°N 28.71528°E
特羅科維齊（烏克蘭語：Троковичі）是烏克蘭北部的村莊，隸屬日托米爾州的日托米爾區。該村始建於1658年，面積5.09平方公里，海拔高度220米，2001年人口1,824。